# Luis Madrid Merlano
Luis Madrid Merlano (Cartagena de Indias, Colombia, 27 de octubre de 1946) es un arzobispo católico, filósofo y teólogo colombiano.

## Biografía
Nacido en la ciudad colombiana de Cartagena de Indias, el día 27 de octubre de 1946.
Realizó bachillerato en el Colegio de los Hermanos Maristas de Bogotá.
Luego hizo sus estudios eclesiásticos y sus estudios de Filosofía y Teología en el Seminario de Cristo Sacerdote de La Ceja y en el Seminario intermisional colombiano San Luis Beltrán, también de Bogotá.
Finalmente, fue ordenado sacerdote el 29 de junio de 1971. Desde su ordenación, ocupó diversos cargos como: canciller y rector del Seminario Mayor San Pío X de Istmina; rector del Seminario Mayor San Pío X de Medellín; párroco de la Iglesia Santa Margarita en la misma ciudad; así como vicario general de Istmina y director de la Pastoral Social y ecónomo del Vicariato Apostólico de Istmina.
El 21 de mayo de 1988, el Papa Juan Pablo II lo nombró como obispo-prelado de la Diócesis de Tibú, recibiendo su consagración episcopal el 9 de septiembre de ese año de manos de su consagrante principal, el entonces nuncio apostólico en el país, Mons. Angelo Acerbi; y de sus co-consagrantes, el entonces vicario apostólico de Istmina Mons. Gustavo Posada Peláez, M.X.I. y el entonces Arzobispo de Cartagena de Indias Mons. Carlos José Ruiseco Vieira. 
Posteriormente, el 19 de abril de 1995, el sumo pontífice lo designó obispo de la diócesis de Cartago, donde estuvo cerca de 15 años pastoreando esta Iglesia particular.
El 30 de marzo de 2010, tras haber sido nombrado por el Papa Benedicto XVI, asume como nuevo Arzobispo de la Arquidiócesis de Nueva Pamplona. Tomó posesión oficial de este cargo el día 22 de mayo del mismo año.
El 9 de julio de 2015, también fue designado como Moderador del Tribunal Único de Apelación.
El 6 de junio de 2018 el Papa Francisco aceptó su renuncia al gobierno pastoral de la Arquidiócesis de Nueva Pamplona, tras sufrir quebrantos en su salud.
Lo sucede en su cargo como arzobispo de Nueva Pamplona, monseñor Jorge Alberto Ossa Soto, desde el 15 de octubre de 2019.